# NGC 3851
NGC 3851是一个位于狮子座的椭圆星系或透鏡狀星系，距离地球3亿光年，1827年2月24日由約翰·赫歇爾发现，属于獅子座星系團。